# Lepidochitona keepiana
Lepidochitona keepiana is een keverslak uit de familie Ischnochitonidae.
Lepidochitona keepiana wordt 10 tot 13 mm lang.
Deze soort komt voor van centraal Californië tot Neder-Californië.